# Роберт де Куртене
Роберт де Куртене (фр. Robert de Courtenay; 1201 — 1228) — граф, император Латинской империи с 1219 года. Сын императора Латинской империи, Пьера II де Куртене и императрицы Иоланты де Куртене. С 1228 года был женат на дочери Балдуина де Невилля.

## Биография
После смерти в 1219 году его матери-императрицы его старший брат маркграф Намюра Филипп отказался занять трон, и Роберт унаследовал престол Константинополя.
Пока два года наследник добирался до своих владений из Франции, империей управлял рыцарь Конон де Безан, известный также как трувер. Роберт был коронован только 25 марта 1221 года. Латинская империя в то время находилась в весьма сложном положении, теснимая Эпирским государством и Никейской империей, и молодой император просил помощи у папы Гонория III и французского короля Филиппа II, однако значительной поддержки не получил. В 1224 году правитель Эпира Феодор Комнин Дука захватил Фессалоники и короновался императором. В 1225 году Фессалоникский император вторгся во Фракию и взял под свой контроль Адрианаполь, и вскоре Феодор Дука вплотную приблизился к Константинополю и начал опустошать окрестности латинской столицы, готовясь к её осаде.
В этих условиях Латинский император был вынужден пойти на соглашение с никейским императором Иоанном III Дукой Ватацем, Роберт признал все его завоевания и обещал жениться на Евдокии, дочери покойного никейского императора Феодора I Ласкариса (1204—1222), с которой он прежде обручился. После он отменил своё обещание ради женитьбы (1228) на дочери артезианского рыцаря Балдуина де Невилля, погибшего в битве при Адрианополе. Вассалы императора, раздражённые расстройством политического брака, а также подстрекаемые бывшим женихом новой императрицы, убили её мать, изуродовали саму девушку, отрезав ей нос, и покушались на жизнь императора. Спасаясь от подданных, Роберт покинул Константинополь и умер в 1228 году в Морее.